# خالد عزمي
خالد محمود عبد المنعم عزمي دبلوماسي وسياسي مصري، كان مديرًا لوحدة مكافحة الإرهاب في وزارة الخارجية المصرية. عُين في 1 سبتمبر 2018 سفيرًا لمصر لدى إسرائيل، وفي 8 نوفمبر 2018 قدم أوراق اعتماده إلى الرئيس الإسرائيلي.